# Kościół św. Jana Bosko w Sokołowie Podlaskim
Kościół świętego Jana Bosko w Sokołowie Podlaskim – rzymskokatolicki kościół parafialny należący do parafii pod tym samym wezwaniem (dekanat Sokołów Podlaski diecezji drohiczyńskiej).
Budowa murowanej świątyni została rozpoczęta w 1935 roku przez księży Salezjanów. Projektantem kościoła był inż. arch. Bruno Zborowski z Warszawy. Budowa świątyni oraz 21-głosowych organów została zakończona wiosną 1939 roku. W dniu 18 czerwca 1939 roku ks. kard. August Hlond, prymas Polski, konsekrował kościół i poświęcił organy. Uroczystość ta została uświetniona koncertem profesora Feliksa Rączkowskiego z Warszawy.
1 stycznia 1978 roku dekretem biskupa siedleckiego Jana Mazura przy kościele została erygowana parafia. W tymże 1978 roku wnętrze świątyni zostało wzbogacone przez artystyczne mozaiki ks. prof. Wincentego Kiliana SDB. W kaplicy Matki Bożej jest umieszczona łaskami słynąca figura Matki Bożej Wspomożycielki i rzeźbiony w drewnie ołtarz, którego projektantem był ks. Adam Skałbania SDB.
W dniu 25 września 1996 biskup drohiczyński Antoni Dydycz uroczyście poświęcił ołtarz główny w świątyni.